# دومينيكو رينا
دومينيكو رينا هو مغني ومغني أوبرا سويسري، ولد في 14 يوليو 1796 في لوغانو في سويسرا، وتوفي في 29 يوليو 1843 في ميلانو في إيطاليا.